# Motorină

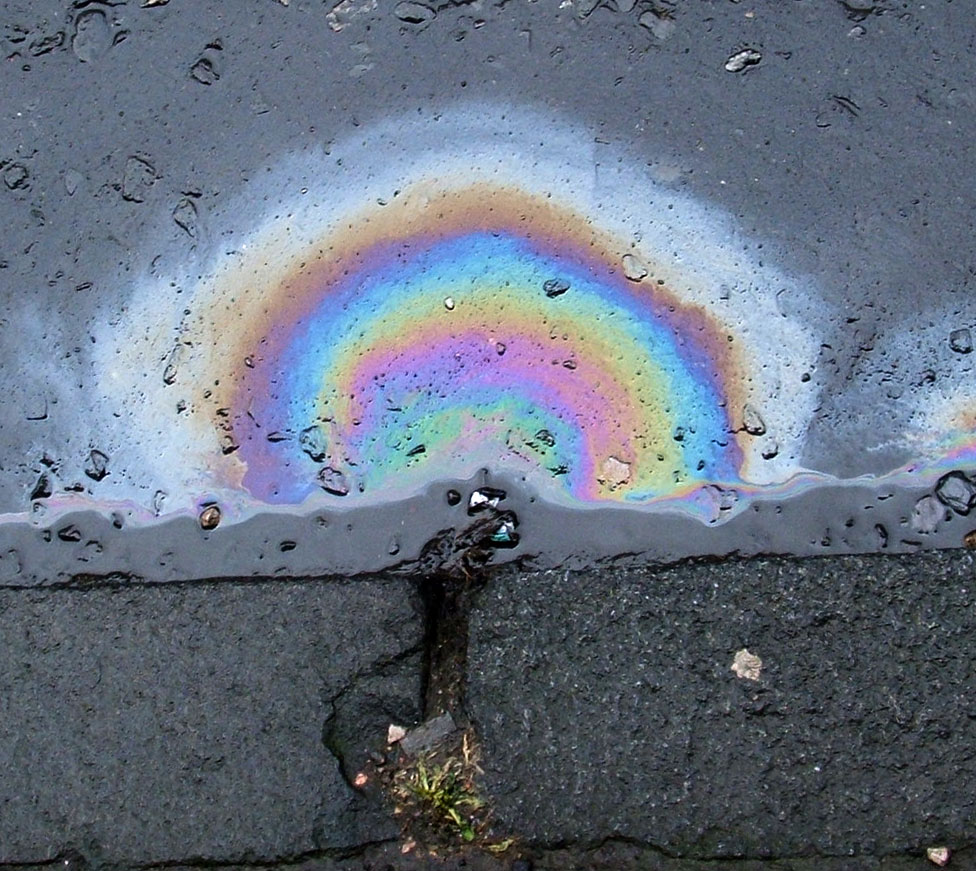
Motorina nu este miscibilă cu apa; modelul de curcubeu este rezultatul interferenței.

Motorinele sunt combustibili  petrolieri formați din amestecuri de hidrocarburi cu 12 până la 20 de atomi de carbon în moleculă, obținute din distilarea primară a petrolului în domeniul de temperatură de 220 – 360 ºC.
Motorina are avantajul că necesită mai puțină rafinare, fiind astfel mai ieftină decât benzina. De asemenea, este un combustibil mult mai sigur în exploatare deoarece, spre deosebire de benzină, motorina se aprinde mai greu decât benzina.
Motorina este combustibilul lichid folosit de obicei la alimentarea motoarelor diesel. Poate fi înlocuită cu biodieselul.
Comportarea la autoaprindere este determinată de compoziția motorinelor și se apreciază prin temperatura de autoaprindere, cifra cetanică și indice Diesel.

## Origini
Motorina a apărut în urma experimentelor efectuate de către omul de știință german Rudolf Diesel asupra motorului diesel pe care l-a inventat în 1892. Diesel și-a proiectat inițial motorul spre a utiliza praf de cărbune drept combustibil, și făcea experimentele împreună cu alți combustibili, inclusiv uleiuri vegetale cum ar fi uleiul de arahide, care a fost folosit pentru alimentarea motoarelor pe care el le-a expus la Expoziția Universală de la Paris din 1900 și Târgul Mondial de la Paris din 1911.

## Producere
Ca și benzina, combustibilul diesel este un amestec de hidrocarburi parafinice, naftenice și aromatice, care sunt izolate de ruperea uleiului prin distilare cu adăugare (nu mai mult de 20%) a componentelor de cracare catalitică.

## Feluri de combustibil
Pe teritoriul țărilor CSI, motorina este produsă în conformitate cu GOST 305-82, care oferă trei tipuri de motorină:
- vară;
- iarnă (combustibilul de iarnă este o marcă specială de combustibil diesel, obținută prin introducerea depresorului în combustibil de vară);
- arctic.

## Diesel combustibil emulsionat
O alternativă la combustibilul diesel convențional este adăugarea a 20% apă și 1% emulgator în combustibilul convențional diesel. Amestecul poate fi utilizat în motoarele diesel convenționale fără prelucrare. Culoarea amestecului este albă tulbure. Perioada de valabilitate după gătit - aproximativ trei luni. Tehnologia este utilizată în Germania.

## Notă
1. 1 2  Chimie generală: motorine
2. ↑  „Motorul Diesel. Scurt Istoric, caracteristici”. Arhivat din original la 15 octombrie 2014. Accesat în 9 octombrie 2014.
3. ↑  Patent DE6720, titular Rudolf Diesel: Arbeitsverfahren und Ausführungsart für Verbrennungskraftmaschinen, p. 4
4. ↑  Alfred Philip Chalkley, Rudolf Diesel (1913). Diesel Engines for Land and Marine Work. Constable & Co. Ltd. pp. 4, 5, 7.
5. ↑  Ayhan Demirbas (2008). Biodiesel: A Realistic Fuel Alternative for Diesel Engines. Berlin: Springer. p. 74. ISBN 1-84628-994-7.